# Sa'eb di Tabriz
Sa'eb di Tabriz, diminutivo di Mīrzā Muḥammad ʿalī Ṣāʾib (Esfahan, 1601 – 1677), è stato uno scrittore persiano.
Nato da famiglia di Tabriz, soggiornò per sei anni in India alla corte dell'imperatore Shāh Jahān, della grande dinastia Moghul. Una volta rientrato in Persia, la sua attività di poeta proseguì sotto la protezione del sovrano safavide Shāh Abbas II.
Autore del poema epico Qandahr-nāma, (Viaggio a Qandahār monumentale opera composto da 130.000 versi), di numerosissimi ghazal e, in minor misura, di qaṣīda, è considerato il più rappresentativo esponente dello stile cosiddetto «indiano».